# Detzel (Haldensleben)

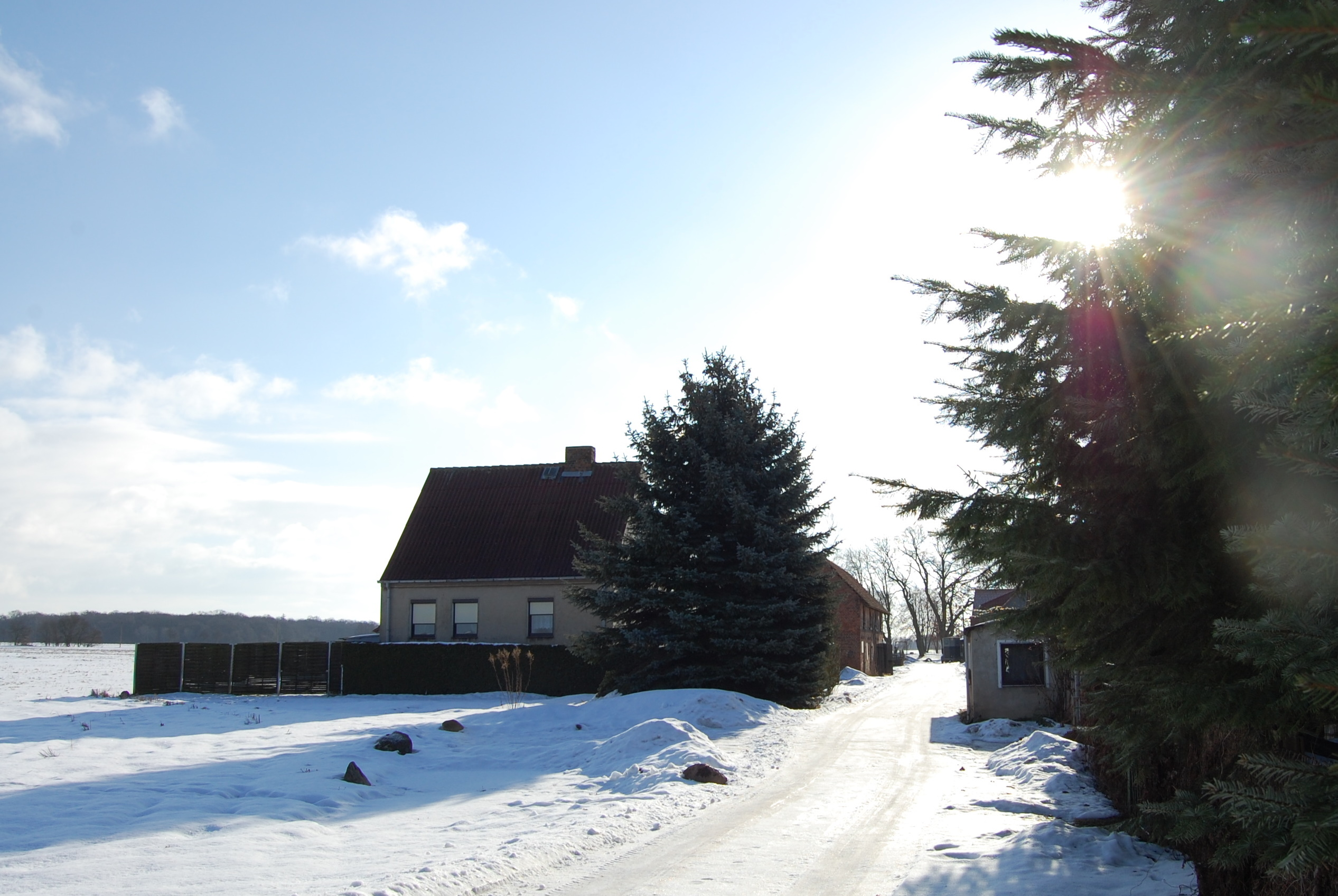
Nördlicher Ortseingang im Winter

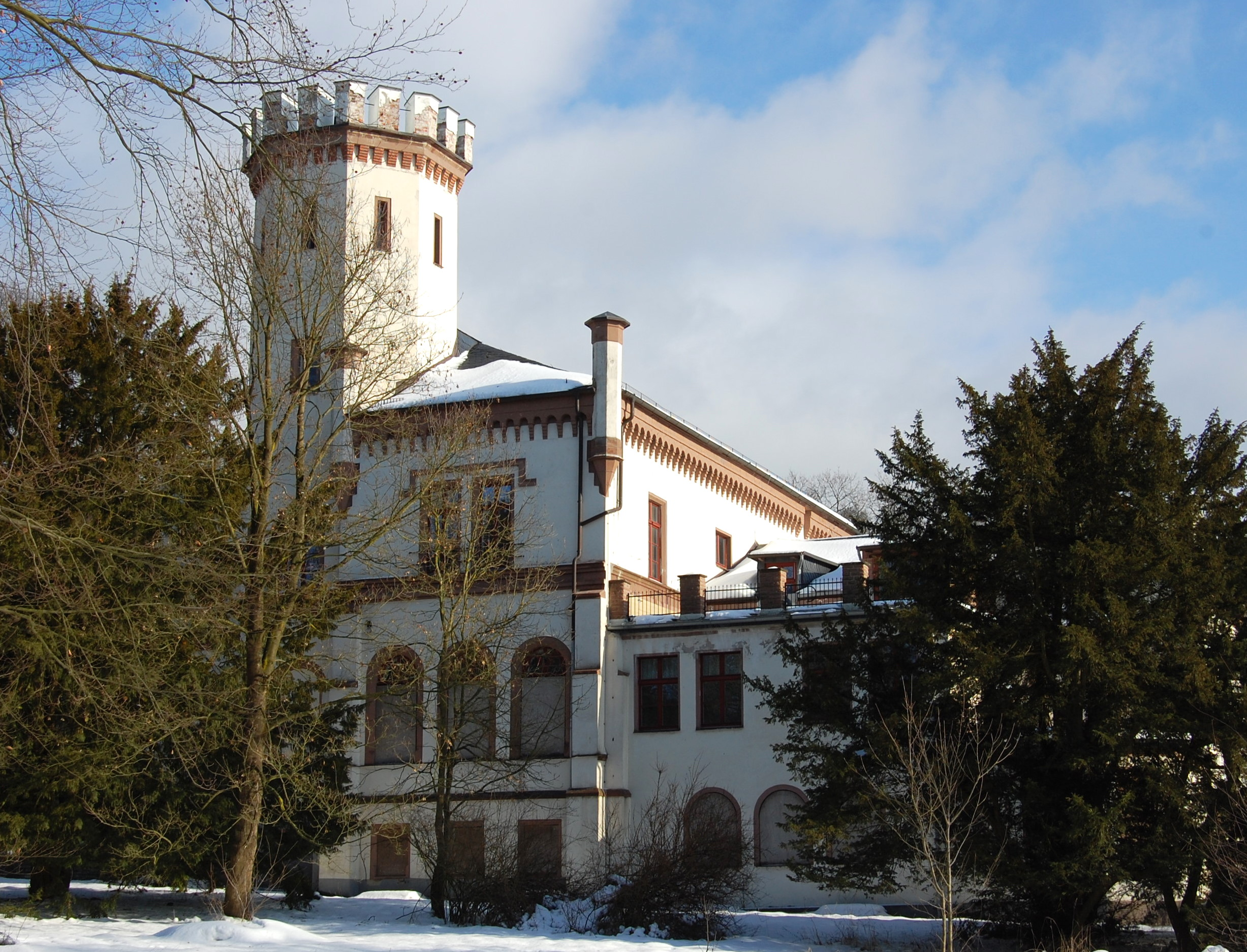
Schloss Detzel

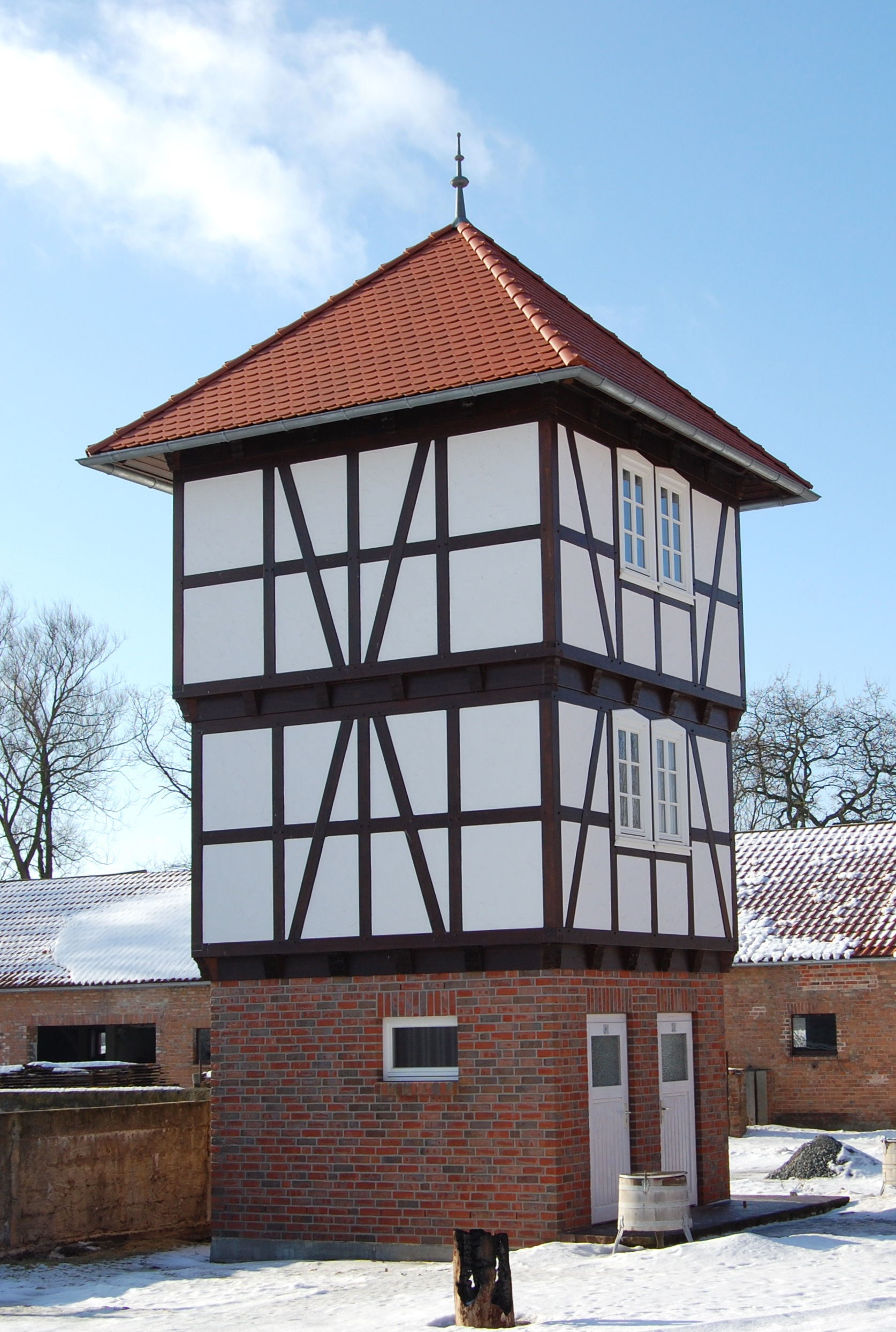
Taubenturm in Detzel

Detzel ist ein zur Stadt Haldensleben gehörender Wohnplatz in Sachsen-Anhalt.

## Lage
Detzel liegt nördlich von Haldensleben etwas westlich der Straße von Haldensleben nach Satuelle. Östlich des Ortes liegt das Schloss Detzel. Westlich des Dorfes verlaufen Ohre und Mittellandkanal. Nordöstlich erhebt sich der kleine bewaldete Höhenzug der Detzelschen Berge.

## Geschichte
Die erste urkundliche Erwähnung Detzels erfolgte 1063 als Tatzili. Im Jahr 1402 wurde das Dorf mit einem Schulzen erwähnt. Seit 1483 war Detzel dann jedoch wüst. Die Feldmark wurde an die Familie von der Schulenburg übertragen. 1567 entstand etwas südlich der ehemaligen Ortslage das Gut Detzel, auf das die heutige Bebauung zurückgeht. Das Gut bestand als Rittergut der Familie von der Schulenburg, bis es durch den Tod von Adolf Ernst Ludwig von der Schulenburg (1765–1813) im Jahre 1813 an seine beiden Kinder Amalie und Adolfine überging. Adolfine von der Schulenburg (1808–1839) war seit 1834 mit Hermann von Bonin (1808–1859) verheiratet, so dass der Gutsbetrieb später von der Familie Bonin geführt wurde. Nach dem ab 1844 erfolgten Bau des Schlosses Detzel diente Detzel ab 1864 als Wirtschaftshof des Schlosses.

## Bauwerke
Die heutige Bebauung Detzels ist durch Bauten aus dem Zeitraum ab dem 19. Jahrhundert geprägt. Es bestehen einige Reste älterer Bausubstanz. Am südlichen Ende bestehen die erhalten gebliebenen Teile des ehemaligen, sehr großen, vierflügeligen Gutshofs. Markant ist ein auf dem Hof stehender umgebauter ehemaliger Taubenturm. In einer Scheune des Gutshofes wird von privaten Betreibern eine der Öffentlichkeit zugängliche Museumsscheune betrieben.
Das Gut war zumindest noch bis zum Jahr 2005 im örtlichen Denkmalverzeichnis unter der Erfassungsnummer 094 30482 als Gutshof verzeichnet. 2015 wurde es als ehemaliges Denkmal geführt.

## Persönlichkeiten
- Philipp Wilhelm Prozell (1792–1888), deutscher evangelisch-lutherischer Geistlicher und Meteorologe